# ارین لاودر
ارین لاودر (انگلیسی: Aerin Lauder) کارآفرین و بازرگان اهل ایالات متحده آمریکا است.